# Cercle d'échecs de Monte-Carlo
Le Cercle d'Echecs de Monte-Carlo, ou CEMC, est un club d'échecs du quartier de Monte-Carlo, à Monaco. Sous la bannière monégasque, le CEMC participe à la Coupe d'Europe des Clubs, sections Open et Féminine. Le CEMC est affilié à la Fédération française des échecs depuis septembre 1994. Il participe ainsi à toutes les compétitions de la FFE, en particulier au championnat de France d'échecs des clubs en Top 12, ainsi qu'au Top 12 féminin et au Top-Jeunes.
Le Cercle d'échecs de Monte-Carlo a le record de titres en Coupe d'Europe des clubs (féminine) : 8 coupes en 2007, 2008, 2010, 2012, 2013, 2016 et 20182020.

## Histoire
L'Assemblée Générale Constitutive du Cercle d'échecs de Monte-Carlo s'est déroulée le 20 décembre 1949. Les membres fondateurs sont Edmond Rose, Maître G. Santi, Louis Terzolo et Ch. Bergonzi.
La composition du bureau actuel du club est : Jean-Michel Rapaire (1990) président, Philippe Botto vice-président, Jean L'Herbon de Lussats vice-président, Catherine Grassi secrétaire générale, Alain De Rocco trésorier.

## Palmarès masculin
Le CEMC remporte le championnat élite des échecs français le 1er mai 2001 et son second titre de champion de France des clubs le 4 mai 2002, et termine à la deuxième place en 1999, 2004 et 2006. À la fin de cette dernière saison, il décide de se retirer du Top 16, pour orienter sa politique sportive sur les jeunes et les féminines et participer directement à la Coupe d'Europe des Clubs. 
- 2000-2001 : Top 16, phase finale à Montpellier, 1re place

Équipe : GM Michael Adams, GM Aleksandr Morozevitch, GM Ulf Andersson, GM Jeroen Piket, GM Arnaud Hauchard, GM Anthony Kosten, GM David Marciano, GM Arkadij Rothstein, GM Igor Efimov, GM Éloi Relange, GM Gilles Mirallès, WGM Roza FM Philippe Kesmaecker
- 2001-2002 : Top 16, phase finale à Reims, 1re place

Équipe : GM Christian Bauer, GM Iossif Dorfman, GM Anthony Kosten, GM David Marciano, GM Arkadij Rotstein, GM Gilles Miralles, GM Igor Efimov, GM Ulf Anderson, WGM Roza Te-Lallemand, GM Alexander Baburin, GM Alexeï Chirov, GM Jeroen Piket
Coupe d'Europe des clubs
Entre 2004 et 2023, le CEMC, a participé à dix Coupes d'Europe des clubs. Son meilleur résultat est une 8e place en 2004 à Izmir. L'équipe : Jean-Michel Rapaire, GM Iosif Dorfman, GM Olivier Renet, GM Gilles Miralles, GM Arkadij Rotstein, GM Anthony Kosten, GM David Marciano et GM Igor Efimov. GM David Marciano remporte la médaille d'or du 5e échiquier.
GM Igor Efimov, remporte la médaille d'argent du 3e échiquier à Kemer en 2007.

## Palmarès féminin
L'équipe féminine du CEMC remporte huit fois la Coupe d'Europe des clubs en 2007, 2008, 2010, 2012, 2013 , 2016, 2018, 2020 et termine à la deuxième place en 2009 ,2014 et 2021.
L'équipe féminine du CEMC remporte le titre de champion de France Féminin des clubs (Top12F) en 2019  2024et 2025 

### Top 12 féminin
- 1997-1998 : Championnat de France féminin des clubs, à Monaco, 7e place (système coupe)

Équipe : GM Zhaoqin Peng, MIF Julia Lebel-Arias, Langen, Azevedo
- 2007-2008 : Nationale I, 2e place

Équipe : MIF Julia Lebel-Arias, Valéria Sabo-Benke, Charlotte Serrano, Agnes Sabo-Benke
- 2008-2009 : Nationale I, 7e place

Équipe : MIF Julia Lebel-Arias, Valéria Sabo-Benke, Charlotte Rouchouse, Agnes Sabo-Benke
- 2011-2012 : Nationale II, à Montpellier, 1re place, accession en Nationale 1

Équipe : Charlotte Rouchouse, Charline Grillon, Mathilde Chung et Noela-Joyce Lomandong
- 2012-2013 : Nationale I, à Cannes, 1re place, accession au Top12 Féminin

Équipe : Wim Julia Lebel-Arias, Charline Grillon, Mathilde Chung et Noela-Joyce Lomandong
- 2013-2014 : Top 12F à Mulhouse, 8e-10e place

Équipe : WGM Naira Agababean, Mélissa Levacic, Mathilde Chung, Wim Lebel-Arias
Officiellement le CEMC est classé à la 9e place, synonyme de relégation, mais le Président du CEMC conteste le classement en faisant un Appel Sportif. La commission de l'appel sportif confirme le classement. Le Président du CEMC saisit le CNOSF, qui propose aux parties que les équipes de Juvisy, CEMC Monaco et Naujac soient maintenues, et que le règlement sur les départages soit modifié. La FFE et les équipes concernées (Juvisy, CEMC et Naujac) acceptent la conciliation du CNOSF.
- 2014-2015 : Top 12F, à Montpellier. 3e place du groupe B

Équipe : GM Pia Cramling, Mathilde Chung, Mélissa Levacic et MFF Noela-Joyce Lomandong.
La formule du championnat est modifiée, en deux groupes de six équipes. Mais avec la décision du CNOSF, le Top 12 féminin est composé de 14 équipes, puis de 13 équipes avec le retrait de l'équipe championne en titre Annemasse. Le CEMC se retrouve dans la poule à 6 équipes et se classe à la 3e place du groupe B
- 2015-2016 : Top 12F à Mulhouse. 3e place du groupe B

Équipe : GM Pia Cramling, Mathilde Chung, Svetlana Berezovska et MFF Noela-Joyce Lomandong
- 2016-2017 : Top 12F à Mulhouse , 1re place du groupe A , 5 victoires en 5 matchs. Le CEMC se qualifie pour la première fois à une demi finale du Top 12F

Équipe :  GM Pia Cramling, MI Deimante Daulyte, WGM Tatania Kostiuk, MFF Noela-Joyce Lomandong, MIF Lebel-Arias. Demi finale à Asnières : CEMC - Mulhouse, le CEMC s'incline 0-2. Le CEMC remporte le match pour la 3e place 3 à 0 contre Bischwiller.
- 2017-2018 : Top 12F à Rungis, 1re place du groupe A, 4 victoires en 4 matchs. Le CEMC se qualifie pour les demi finales.

Équipe : GM Pia Cramling, MI Deimante Cornette, WGM Tatiana Dornbusch, MIF Julia Lebel-Arias, Svetlana Berezovska. Demi finale : CEMC - Mulhouse, le CEMC s'incline 1-2. Le CEMC remporte le match pour la 3e place 2 à 0 contre Vandoeuvre.
- 2018-2019 : Top 12F à Vandoeuvre, 1re place du  groupe A, 5 victoires en 5 matchs. Le CEMC se qualifie pour la troisième fois consécutive pour les demi finales. l'équipe : GM Pia Cramling, MI Deimante Cornette, WGM Tatiana Dornbusch, WGM Maria Leconte.

Demi finale CEMC-Clichy à Saint Quentin, le CEMC l'emporte 2 à 1 (nulle de GM Pia Cramling, défaite de MI Deimante Cornette, gains de WGM Tatiana Dornbusch et WGM Maria Leconte. Le CEMC remporte la finale du Top12 Féminin face à Bischwiller sur le score de 1 à 0, nulles de GM Pia Cramling, MI Deimante Cornette, WGM Tatiana Dornbusch et gain de WGM Maria Leconte. Le CEMC remporte son premier titre de Champion de France Féminin des clubs.
. 2019-2020 : Pas de Top12F en raison du Covid
. 2020-2021 : Top 8F , huit équipes participantes, la compétition se déroule à Cesson en deux poules de quatre équipes. Le CEMC remporte  la poule B et se qualifie pour la quatrième fois consécutive pour les demi finales.l'équipe GM Elisabeth Paëhtz, IM Almira Skripchenko, WGM Tatiana Dornbusch, WGM Maria Leconte En demi finale , Asnières élimine le CEMC sur le score de 1 à 1 (défaite au 2e échiquier , victoire au 3e échiquier. Le match pour la troisième place tourne en faveur de Mulhouse encore sur le score de 1 à 1 (Défaite au 3e échiquier , victoire au 4e échiquier)
.2021-2022 : Top 12F à Mulhouse, 2e place de la poule A ( 4 victoires, 1 défaite) GM Pia Cramling, IM Almira Skrichenko, WGM Maria Leconte, WGM Tatiana Dornbusch, Svetlana Berezovska. Le CEMC se qualifie pour la cinquième fois consécutive pour les demi finales. En demi finale à Paris le CEMC perd contre Clichy sur le score de 2 à 0. Le CEMC termine à la 4e place en faisant match nul 1 à 1 contre Biscwiller (défaite au 2e échiquier, gain au 4e échiquier) L'équipe GM Elisabeth Paëhtz, IM Almira Skripcheno, WGM Maria Leconte, WGM Tatiana Dornbusch
. 2022-2023 : Top 12F à Mulhouse, 1re place de la poule A (5 victoires) . Le CEMC se qualifie pour la sixième fois consécutive pour les demi finale. GM Pia Cramling, IM Almira Skripchenko, WGM Dina Belenkaya, WGM Tatiana Dornbusch, WGM Maria Leconte. En demi finale à La Roche sur Yon le CEMC est éliminé par Bischwiller sur le score de 1 à 1 (perte au 1er échiquier , gain au 3e échiquier) Le CEMC monte sur le podium à la 3e place en battant Asnières sur le score de 2 à 1
. 2023-2024 : Top 12F à Chartres, 1re place de la poule B (5 victoires). GM Pia Cramling, IM Almira Skripchenko, WGM Dina Belenkaya, WGM Tatiana Dornbusch, WIM Marija Zvereva. Le CEMC se qualifie pour la septième fois consécutive pour les demi finales.En demi finale à Chartres, le CEMC élimine Chartres sur le score de 2 à 1 , Nulle de IM Almira Skripchenko, gain de GM Elisabeth Paëhtz, défaite de WGM Dina Belenkaya et gain de Tatiana Dornbusch. Le CEMC se qualifie pour sa deuxième finale. En finale , contre Asnières, les deux équipes font match nul 1 à 1. Nulle de IM Almira Skripchenko, défaite de GM Pia Cramling, nulle de WGM Dina Belenkaya et gain de WGM Tatiana Dornbusch. Match de départage en parties rapide , le CEMC l'emporte sur le score de 2 à 0. Gain de IM Almira Skripchenko et WGM Tatiana Dornbusch, nulles de GM Pia Cramling et WGM Dina Belenkaya. Le Cercle d'Echecs de Monte-Carlo remporte son 2e titre de Champion de France Féminin des clubs. WGM  a remporté ses 8 parties, les 7 parties classiques avec les blancs.

### Championnat d’Europe féminindes clubs
- 2007 : Kemer en Turquie (18 équipes), 1re place

Équipe : GM Humpy Koneru (médaille d'or), GM Pia Cramling (médaille d'or), GM Zhu Chen, MI Monika Socko, MI Almira Skripchenko (5 victoires, 1 nul, 1 défaite)
- 2008 : Halkidiki en Grèce (18 équipes), 1re place

Équipe : GM Humpy Koneru, GM Pia Cramling, GM Nana Dzagnidze (médaille d'or), MI Monika Socko, MI Almira Skripchenko (5 victoires, 2 nuls)
- 2009 : Ohrid en Macédoine (11 équipes), 2e place

Équipe : GM Humpy Koneru (médaille d'or), GM Alexandra Kosteniouk, GM Pia Cramling, MI Monika Socko, MI Almira Skripchenko (médaille d'argent) (3 victoires, 3 nuls, 1 défaite)
- 2010 : Plovdiv en Bulgarie (14 équipes), 1re place

Équipe : GM Humpy Koneru (médaille d'or), GM Hou Yifan (médaille d'or), GM Anna Mouzytchouk, GM Pia Cramling, MI Almira Skripchenko (4 victoires, 2 nuls, 1 défaite)
- 2011 : Rogaska en Slovénie (11 équipes), 4e place

Équipe : GM Hou Yifan, GM Anna Mouzytchouk (médaille d'or), GM Pia Cramling, MI Monika Socko, MI Almira Skripchenko(4 victoires, 1 nul, 2 défaites)
- 2012 : Eilat en Israël (8 équipes), 1re place

Équipe : GM Hou Yifan médaille d'argent, GM Humpy Koneru (médaille d'or), GM Anna Mouzytchouk (médaille d'or), GM Pia Cramling (médaille d'or), MI Almira Skripchenko (7 victoires)
- 2013 : Rhodes en Grèce, 1re place

Équipe : GM Hou Yifan (médaille d'or), GM Humpy Koneru (médaille d'or), GM Anna Mouzytchouk (médaille d'or), GM Pia Cramling (médaille d'or), MI Almira Skripchenko(7 victoires)
- 2014 : Bilbao en Espagne (8 équipes), 2e place

Équipe : GM Hou Yifan (médaille d'or), GM Anna Mouzytchouk (médaille d'or), GM Kateryna Lagno, GM Pia Cramling, MI Almira Skripchenko (5 victoires, 2 défaites)
- 2016 : Novi Sad en Serbie (14 équipes), 1re place

Équipe : GM Hou Yifan (médaille d'or), GM Anna Mouzytchouk, GM Mariya Mouzytchouk, (médaille d'or), GM Pia Cramling, MI Almira Skripchenko(7 victoires)
- 2018 : Porto Carras en Grèce (12 équipes), 1re place

Équipe : GM Anna Mouzytchouk (médaille d'or), GM Pia Cramling (médaille d'or), GM Monika Socko (médaille d'argent), MI Deimante Cornette (médaille d'or), MI Almira Skripchenko. Au départ, deux poules de 6 équipes. Le CEMC termine à la première place du groupe B, 5 victoires en 5 matchs et se qualifie pour les demi-finales. Le CEMC remporte sa demi-finale 2,5 à 1,5 contre l'équipe russe d'Ougra. La finale oppose le CEMC à l'équipe championne d'Europe 2017, les Géorgiennes du Nona Batoumi. Le score final est de 2 à 2. le CEMC remporte la  coupe d'Europe car Anna Mouzytchouk l'emporte au premier échiquier. (6 victoires, 1 nul )
2019 : Ulcinj au Monténégro (14 équipes), 3e place (4 victoires, 2nuls, 1 défaite)
Équipe : GM Humpy Koneru, GM Pia Cramling, GM Monika Socko, MI Deimante Cornette, MI Almira Skripchenko (médaille d'or)
- 2020 : 1re Coupe d’Europe Féminine des Clubs en ligne, 42 équipes participantes. Le CEMC remporte la "Coupe Princesse Charlène " en phase finale avec 6 victoires, deux matchs nuls et une défaite.

Équipe : GM Aleksandr Goryachkina , GM Nana Dzagnidze, GM Pia Cramling, IM Elizabeth Paehtz, Capitaine IM Almira Skripchenko
- 2021 : Struga en Macédoine, 2e place (5 victoires, 1 nul, 1 défaite)[20]

8 équipes 2e place
Équipe : GM Aleksandra Goryachkina, GM Nana Dzagnidze, GM Pia Cramling, IM Élisabeth Paehtz, IM Almira Skripchenko
GM Aleksandra médaille d'or au 1er échiquier.
2022 : Mayrhofen en Autriche, 3e place (5 victoires, 1 nul, 1 défaite) 
17 équipes, 3e place . Équipe : GM Anna Muzychuk, GM Antoneta Stefanova , GM Pia Cramling , GM Elisabeth Paehtz , Capitaine Almira Skripchenko  
2023 : Durres en Albanie, 5e place (4 victoires, 1 nul, 2 défaites)  
26 équipes, 5e place . Équipe : GM Mariya Muzychuk, GM Anna Muzychuk, IM Sarasadat Khademalsharieh, GM Pia Cramling, GM Elisabeth Paëhtz, Capitaine IM Almira Skripchenko

### Composition actuelle de l'équipe féminine
En 2024, l'équipe féminine est notamment composée de Pia Cramling, Elisabeth Paëhtz, Almira Skripchenko, Dina Belenkaya Tatiana Dornbusch, Marija Zverevaet Svetlana Berezovska.

### Records féminins
- Le CEMC a le record du nombre de Coupe d'Europe féminine remportées, 8 fois en 2007, 2008, 2010, 2012, 2013, 2016, 2018, 2020.
- Le CEMC a le record du nombre de médailles d'or individuelles : 20[réf. nécessaire]
- Le CEMC a le record de points de match : 135[réf. nécessaire] 171 en 2023
- Le CEMC a le record de matchs gagnés :[réf. nécessaire]77 en 2023
- Le CEMC a le record du nombre de parties gagnées : 173[réf. nécessaire]
- Le CEMC a le record de participations , 15 entre 2007 et 2023

## Palmarès Jeunes
- 5 titres de Champion de France Jeunes :
  - Marc-Antoine Lomandong : 1 titre en 2013 catégorie poussin
  - Mathilde Chung : 3 titres en 2013, 2015, 2016 (benjamine, minimette, cadette)
  - Noela-Joyce Lomandong : 1 titre en 2018 catégorie cadette
- 8 titres de Vice-Champion de France Jeunes :
  - Jean Lamblin : 2011 et 2015 (poussin, benjamin)
  - Noela-Joyce Lomandong :  2012 et 2013 en pupillette et 2017 en minime fille, 2019 en cadette
  - Fiorina Berezovsky : 2024 en cadette[23]

. Anais Rubsamen : 2017 en benjamine
- 3 podiums : 
  - Mathilde Chung : 2012 (benjamine)
  - Marc-Antoine Lomandong : 2013 (poussin)
  - Fiorina Berezovsky : 2019 (pupillette[23]

## Personnalités

### Actuellement au club
Environ 70 personnes composent les équipes monégasques dont :
- Pia Cramling GMI, (2007)
- GM Igor Efimov (1995)
- MIF Julia Lebel-Arias (1996)
- MF Patrick Van Hoolandt (2001)
- MFF Noela-Joyce Lomandong (2009)
- MFF Mathilde Chung (2010)
- MI Pierre Villegas (2011)
- MI Igor Berezovsky (2013)
- GM Anthony Kosten (1999-2006 et 2014)
- MI Deimantė Cornette (2016)
- GM Nenad Sulava (2018)
- GM Monika Soćko (2007-2010 et 2017)
- MIF Martine Dubois (2018)
- MI Almira Skripchenko (2005)
- MF Jean-Philippe Gentilleau (1994-2014 et 2018)
- GM Anna Mouzytchouk (2010)
- GM David Marciano 1998

### Anciens membres
- MF Patrice Babault (1994-1999 et 2012-2013)
- MI Mehrshad Sharif (1995-1999)
- GM David Norwood (1996-1997)
- GM Bachar Kouatly (1996-1997)
- MI Valery Atlas (1996-1999)
- MI Ennio Arlandi (1996-1997)
- MI Spartaco Sarno (it) (1996-2000 et 2006-2007)
- MF Philippe Kesmaecker (1996-2001)
- GM Ulf Andersson (1997-2002)
- GM Arkadi Rotstein (1997-2004)
- MI Fabio Bellini (it) (1997-1998)
- MI Giulio Borgo (1997-1999)
- MI Mario Lanzani (1997-2001)
- MI Elena Sedina (1997)
- MI Daniel Contin (1997-1998)
- MF Dimitry Atlas (1997-1998)
- GM Peng Zhaoqin (1997-1998)
- GM Michael Adams (1998-2001)
- GM John Nunn (1998-2000)
- GM Gilles Mirallès (1998-2006 et 2013)
- GM Matthew Sadler (1998-1999)
- GM Jeroen Piket (1998-2002)
- GM Éloi Relange (1999-2000)
- GM Marc Santo-Roman (1999-2000)
- GMF Roza Lallemand (1999-2006)
- GM Aleksandr Morozevitch (2000-2001)
- GM Arnaud Hauchard (2000-2001)
- GM Christian Bauer (2001-2002)
- GM Iossif Dorfman 2001-2006 et 2007-2009 et 2013-2014)
- GM Alexander Baburin (2001-2003)
- GM Alexeï Chirov (2001-2002)
- GM Olivier Renet (2003-2006)
- MF Marc Geenen (2002-2003)
- MI Anthony Bellaiche (2003-2004)
- GM Nigel Short (2003-2004)
- GM Vladimir Malakhov (2003-2006)
- GM Zoltán Almási (2003-2006)
- GM Ivan Sokolov (2005-2006)
- GM Pavel Eljanov (2005-2006)
- GM Michał Krasenkow (2005-2006)
- GM Vassili Ivantchouk (2005-2006)
- MF Lionel Goldgewicht (2005-2006 et 2009-10)
- MI Alessandro Bonafede (2006-2007)
- GM Humpy Koneru(2007-2013)
- GM Zhu Chen (2007)
- MI Denis Rombaldoni (it) (2007-2012)
- GM Nana Dzagnidze (2008)
- GM Axel Rombaldoni (it) (2008-2014)
- MF Marc Simonet (2008-2009)
- GM Alexandra Kosteniouk (2009)
- GM Miguel Llanes Hurtado (2009-2011)
- MI Damir Levacic (2010-2013)
- GMF Naira Agababean (2013-2014)
- MF Marc Sanchez (2013-2015)
- GM Kateryna Lagno (2014)
- MI Jan Rooze (2014-2015)
- GM Vladislav Tkachiev (2014-2015)
- MI David Pardo Simón (es) (2014-2016)
- MF Pierre Kuntz (1995-2002 et 2015-2016)
- GM Robert Fontaine (2014)
- GM Nikita Vitiugov (2015-2016)
- GM Hou Yifan (2010-2016)
- GM Algimantas Butnorius (2012-2016)
- GM Michael Adams (1998-2001 et 2015-2016)
- GM Mariya Mouzytchouk  (2016)
- GM David Smerdon (2016-2017)
- GM Aleksander Miśta (2016-2017)